# بالدوين الخامس، كونت هينو
بالدوين الخامس، كونت هينو (1150 - 17 ديسمبر 1195) كان كونت هينو (1195-1171) ومرغريف نامور كـ بالدوين الأول(1195-1189) وكونت فلاندرز كـ بالدوين الثامن (1195-1191).

## الأسرة
هو ابن بالدوين الرابع، كونت هينو، اكتسب فلاندرز عبر زواجه من الأرملة ابنة عمه من الدرجة الثالثة مارغريت الأولى، كونتيسة فلاندرز ، ونامور اكتسبها عن طريق والدته أليس من نامور، بعد وفاة خاله هنري الأول، بحيث وصف بـ «الكونت بالدوين ذو العيون الزرقاء».

## الذرية
لـ بالدوين ومارغريت 8 أبناء:-
- إيزابيلا (فالنسيان؛ أبريل 1170 - 15 مارس 1190؛ باريس)، متزوجة من فيليب الثاني ملك فرنسا.
- بالدوين السادس، كونت هينو (1171-1205)، كونت فلاندرز و إمبراطور اللاتينية.
- يولاندا (1175-1219)، متزوجة من بيتر الثاني من كورتيناي ، إمبراطور القسطنطينية اللاتينية.
- فيليب الأول، ماركيز نامور (1175-1212).
- هنري دي فلاندرز (1176-1216)، الإمبراطور اللاتينية بعد وفاة شقيقه.
- سيبيل (1179 - 9 يناير 1217)، متزوجة من كيشار الرابع، سير بيوجيو.
- يوستاس (توفي 1219)، وصي العرش لـ مملكة سالونيك.
- غودفري.